# Eulinognathus elateri
Eulinognathus elateri är en insektsart som beskrevs av Chirov och Ozerova 1990. Eulinognathus elateri ingår i släktet Eulinognathus och familjen ledlöss. Inga underarter finns listade i Catalogue of Life.